# Rai (filme)
Rai (cirílico: Рай; bra: Paraíso) é um filme de drama teuto-russo de 2016 dirigido por Andrei Konchalovsky e escrito por Elena Kiseleva.
Foi selecionado como representante de seu país ao Oscar de melhor filme estrangeiro em 2017.

## Elenco
- Yuliya Vysotskaya - Olga
- Christian Clauss - Helmut
- Philippe Duquesne - Jules
- Peter Kurth - Krause
- Jakob Diehl - Vogel
- Viktor Sukhorukov - Heinrich Himmler
- Vera Voronkova - Rosa